# Martí Rouret i Callol
Martí Rouret i Callol (l'Escala, Alt Empordà 1902 - Ciutat de Mèxic 1968) fou un mestre i polític català. Diputat al Parlament de Catalunya per ERC elegit al 1932 i Conseller de Sanitat i Assistència a la Generalitat de Catalunya al 1936 al govern de Lluís Companys .
Estudià a l'Escola Normal de Girona i col·laborà a les revistes L'Empordà Federal de Figueres i a L'Autonomista de Girona. El 1926 fou traslladat a Móra d'Ebre com a mestre del Centre Instructiu Democràtic i el 1930 fundà L'Ideal de l'Ebre. El 1929 fundà la Federació Radical Socialista de la Ribera i Terra Alta, que es va unir al Partit Republicà Radical Socialista.
Malgrat això, fou militant d'Esquerra Republicana de Catalunya i elegit diputat a les eleccions al Parlament de Catalunya de 1932. Fou secretari del Parlament de Catalunya, i fou empresonat al vaixell Uruguai per la seva participació en els fets del sis d'octubre de 1934. De juliol a setembre de 1936 fou nomenat conseller de sanitat i assistència al govern de Lluís Companys, i més tard comissari d'ordre públic i sotssecretari de la presidència de la Generalitat de Catalunya.
En els darrers moments de la guerra a Catalunya, organitzà el pas a França de nombroses personalitats catalanes, com ara diputats al Parlament de Catalunya, funcionaris compromesos i intel·lectuals.
Després de la guerra civil espanyola s'exilià primer a França i després a Mèxic amb la família del seu cunyat Josep Maria Murià i Romaní, el 1942. Allí va mantenir la seva vinculació a ERC i va donar suport el 1954 la presidència de Josep Tarradellas.
En els primers moments de l'exili, a França, treballà per millorar la situació dels catalans en els camps de concentració i l'exili, i per aconseguir el seu embarcament cap a Amèrica. Residí a Perpinyà i a Montpeller, amb algunes estades a París, abans que la ciutat fos ocupada pels nazis. Va ser membre del patronat de la Residència d'Intel·lectuals de Montpeller.